# Gordan Vidović
Gordan Vidović (23 de juny de 1968) és un exfutbolista belga.

## Selecció de Bèlgica
Va formar part de l'equip belga a la Copa del Món de 1998.